# Le Suicide du Professeur X
Pour plus de détails, voir Fiche technique et Distribution.
Le Suicide du Professeur X ( titre original : Weird Woman) est un film américain réalisé par Reginald Le Borg, sorti en 1944.

## Fiche technique
- Titre original : Weird Woman
- Réalisation : Reginald Le Borg
- Scénario : Scott Darling et Brenda Weisberg d'après Fritz Leiber
- Photographie : Virgil Miller
- Montage : Milton Carruth
- Société de production : Universal Pictures
- Pays de production : États-Unis
- Format : Noir et blanc - 1,37:1 - Mono
- Genre : horreur
- Date de sortie : 1944

## Distribution
- Lon Chaney Jr. : Norman Reed
- Anne Gwynne : Paula Clayton Reed
- Evelyn Ankers : Illona Carr
- Ralph Morgan : Prof. Millard Sawtelle
- Elisabeth Risdon : Dean Grace Gunnison
- Lois Collier : Margaret Mercer
- Harry Hayden : Dean Septimus Carr
- Elizabeth Russell : Evelyn Sawtelle
- Phil Brown : David Jennings